# Amigdala
Amigdala, amigdaloidni kompleks ili corpus amygdaloideum (od grčke reči αμυγδαλή, amygdalē, badem) je jedan od dve bademolike grupe jezgara (grupacije neurona u centralnom nervnom sistemu) lociranih duboko i medijalno unutar temporalnog režnja mozga viših kičmenjaka, uključujući čoveka. Pokazano je da je uloga amigdale u obrađivanju pamćenja, odlučivanju i emocionalnim odgovorima (uključujući strah, anksioznost, agresiju) i smatra se delom limbičkog sistema.

## Struktura
Regione opisane kao jezgra amigdala okružuje nekoliko struktura sa izrazitim povezujućim i funkcionim karakteristikama kod čoveka i drugih životinja. U okviru ovih jezgara su bazolateralni kompleks, kortikalno jezgro, medijalno jezgro, centralno jezgro i interkalarno jezgro (između bazolateralnog i centralnog jezgra). Bazolateralni kompleks se dalje može podeliti na lateralna, bazalna i akcesorno bazalna jezgra.
Anatomski, amigdala, preciznije njeno centralno i medijalno jezgro, se nekad klasifikuju kao deo bazalne ganglije.

### Hemisferna specijalizacija
Postoje funkcionalne razlike između desne i leve amigdale. U jednom istraživanju, električnom stimulacijom desne amigdale izazvane su negativne emocije, naročito strah i tuga. S druge strane, stimulacija leve amigdale bila je u stanju da izazove ili prijatne (sreća) ili neprijatne (strah, anksioznost, tuga) emocije. Drugi dokazi ukazuju na to da leva amigdala igra ulogu u sistemu nagrađivanja mozga.
Svaka strana ima određenu ulogu u tome kako doživljavamo i obrađujemo emocije. Desni i levi deo amigdale imaju nezavisne memorijske sisteme, ali rade zajedno da skladište, kodiraju i tumače emocije.
Desna hemisfera je povezana sa negativnim emocijama. Igra ulogu u ekspresiji straha i u obrađivanju stimulusa izazvanih strahom. Uslovljavanje strahom se dešava unutar desne hemisfere kada neutralni stimulus stekne averzivne osobine. Kada se osoba izloži uslovnom, averzivnom stimulusu, on se obrađuje unutar desne amigdale, stvarajući neprijatan ili odgovor straha. Ovaj emocionalni odgovor uslovljava osobu da izbegava stimuluse izazvane strahom i još bitnije, da procenjuje pretnje u okolini.
Desna hemisfera je takođe povezana sa deklarativnim (eksplicitnim) pamćenjem, koja se sastoji od činjenica i informacija o prethodno doživljenim događajima i svesno je dostupna. Takođe igra značajnu ulogu u zadržavanju epizodnog pamćenja. Epizodno pamćenje se sastoji od autobiografskih aspekata pamćenja, dozvoljava prisećanje ličnog emocionalnog i čulnog iskustva nekog događaja. Ovaj tip pamćenja ne zahteva svesno prisećanje. Desna amigdala igra ulogu u povezivanju vremena i mesta sa emocionalnim osobinama.

## Razvoj
Postoji znatan rast u prvih nekoliko godina strukturnog razvoja i muške i ženske amigdale. U toku ovog ranog perioda, ženske limbičke strukture rastu brže nego muške. Kod ženskih ispitanika, amigdala dostiže svoj puni potencijal rasta približno 1,5 godina ranije u odnosu na razvoj kod muških ispitanika. Strukturni razvoj muške amigdale se dešava tokom dužeg perioda nego kod žena. Bez obzira na rano razviće ženske amigdale, one dostižu svoj potencijal dosta ranije nego kod muškaraca, čije amigdale nastavljaju da se razvijaju. Veća relativna veličina muške amigdale može se pripisati ovom produženom razvojnom periodu.
Pored dužih razvojnih perioda, drugi neurološki i hormonalni faktori mogu doprineti polno specifičnim razvojnim razlikama. Amigdala je bogata androgenim receptorima - nuklearnim receptorima koji se vezuju za testosteron. Androgeni receptori igraju ulogu u vezivanju DNK koja reguliše ekspresiju gena. Iako je testosteron prisutan u ženskom hormonalnom sistemu, žene imaju niže nivoe testosterona nego muškarci. Velika količina testosterona u muškom hormonalnom sistemu može doprineti razvoju. Pored toga, zapremina sive mase na amigdali je predodređena nivoima testosterona, što takođe može doprineti povećanoj masi muške amigdale.
Pored polnih razlika, postoje primetne razvojne razlike između desne i leve amigdale i muškaraca i žena. Leva amigdala dostiže svoj razvojni vrhunac približno 1,5-2 godine pre desne amigdale. Bez obzira na rani razvoj leve amigdale, desna povećava zapreminu tokom dužeg vremenskog perioda. Desna amigdala je povezana sa odgovorima na stimuluse straha, kao i sa prepoznavanjem lica. Zaključeno je da rani razvoj leve amigdale funkcioniše tako da omogući odojčadi sposobnost da detektuju opasnost. U detinjstvu, nađeno je da amigdala reaguje drugačije na osobe istog pola u odnosu na osobe suprotnog pola. Ova reaktivnost opada do ulaska u adolescenciju, gde dramatično raste u pubertetu.

### Razlika između polova
Amigdala je jedan od najbolje shvaćenih regiona mozga s obzirom na razlike između polova. Veća je kod muškog u odnosu na ženski pol kod dece od 7 do 11 godina, kod odraslih osoba, kao i kod odraslih pacova.
Pored veličine, uočene su i druge funkcionalne i strukturne razlike između muške i ženske amigdale. Posmatrana je aktivacija amigdale ispitanika kojima su prikazivani horor filmovi i subliminalni stimulusi. Rezultati istraživanja su pokazali različitu lateralizaciju amigdale muškaraca i žena. Bolje pamćenje filma je povezano sa povećanom aktivnošću leve, ali ne i desne, amigdale kod žena, dok je kod muškaraca povezano sa povećanom aktivnošću desne, ali ne i leve, amigdale. Jedno istraživanje je pronašlo dokaze da u proseku žene imaju tendenciju da zadrže jača sećanja emocionalnih događaja nego muškarci.
Desna amigdala je takođe povezana sa preduzimanjem akcije kao i sa negativnim emocijama, što može pomoći da se objasni zašto muškarci imaju tendenciju da na emocionalno stresan stimulus odgovore fizički. Leva amigdala omogućava prisećanje detalja, ali takođe više rezultuje u razmišljanju nego u akciji kao odgovoru na emocionalno stresne stimuluse, što može objasniti odsustvo fizičkog odgovora kod žena.

## Funkcija

### Povezanost
Amigdala šalje projekcije na hipotalamus, dorzomedijalni talamus, talamusno retikularno jezgro, jezgra trigeminalnog nerva i facijalnog nerva, ventralnu tegmentalnu površinu, locus coeruleus i na laterodorzalno tegmentalno jezgro. Bazolateralna amigdala se projektuje na nucleus accumbens, uključujući medijalni omotač.
Medijalno jezgro je uključeno u čulo mirisa i obrađivanje feromona. Ono prima podatke iz olfaktornog bulbusa i olfakrotnog korteksa. Lateralna amigdala, koja šalje impulse ostatku bazolateralnog kompleksa i centromedijalnim jezgrima, prima podatke iz čulnih organa. Centromedijalna jezgra su glavni izlazi bazolateralnog kompleksa i uključeni su u emocionalno uzbuđenje kod pacova i mačaka.

### Emocionalno učenje
Kod viših kičmenjaka, uključujući čoveka, amigdale vrše primarnu ulogu u formiranju i skladištenju sećanja povezanih sa emocionalnim događajima. Istraživanja ukazuju da, tokom uslovljavanja strahom, čulni stimulusi stižu do bazolateralnog kompleksa amigdala, naročito lateralnih jezgara, gde formiraju veze sa pamćenjem stimulusa. Veze između stimulusa i averzivnih događaja koja predviđaju mogu biti posredovana dugoročnim potenciranjem, neprekidnim povećanjem signalizacije pogođenih neurona. Rađena su istraživanja koja pokazuju da oštećenja amigdale mogu ometati sećanje koje je ojačano emocijama. U jednom istraživanju je ispitivan pacijent sa bilateralnom degeneracijom amigdale. Ispričali su mu nasilnu priču praćenu odgovarajućim slikama i posmatrano je koliko se može setiti iz priče. Pacijent je manje zapamtio nego pacijenti sa funkcionalnom amigdalom, pokazujući da amigdala ima jaku povezanost sa emocionalnim učenjem.
Smatra se da su emocionalna sećanja skladištena u sinapsama svuda po mozgu. Za sećanja straha, na primer, se smatra da su skladištena u sinapsama od lateralnog do centralnog jezgra amigdala i BNST (bed nucleus of the stria terminalis, deo produžene amigdale). Naravno, ove veze nisu jedina mesta gde se nalaze sećanja straha s obzirom na to da jezgra amigdale primaju i šalju informacije u druge regione mozga koji su bitni za pamćenje kao što je hipokampus. Neki senzitivni neuroni projektuju svoje terminalne aksone do centralnog jezgra. Centralno jezgro je uključeno u genezu mnogih odgovora na strah kao što je odbrambeno ponašanje ("bori se ili beži" odgovor), odgovora autonomnog nervnog sistema (promene u krvnom pritisku i srčanom ritmu/tahikardija), neuroendokrinog odgovora (otpuštanje hormona stresa), itd. Oštećenje na amigdali ometa i sticanje i ekspresiju Votsonovog uslovljavanja strahom, oblika klasičnog uslovljavanja emocionalnim odgovorima.
Amigdale su takođe uključene u apetitivno (pozitivno) uslovljavanje. Izgleda da pojedini neuroni reaguju na pozitivne i negativne stimuluse, ali ne postoji grupisanje ovih pojedinih neurona u jasna anatomska jezgra. Međutim, lezije na centralnom jezgru amigdale su pokazivale smanjeno apetitivno učenje kod pacova. Lezije bazolateralnog regiona ne ispoljavaju isti efekat. Istraživanje poput ovog pokazuje da različita jezgra amigdale imaju različite uloge u apetitivnom uslovljavanju. Ipak, istraživači su našli primer apetitivnog emocionalnog učenja koje pokazuje značajnu ulogu bazolateralne amigdale: naivne ženke miševa su urođeno privučene neisparljivim feromonima sadržanim u prljavštini mužjaka, ali ne i isparljivim izlučevinama mužjaka, oni postaju privlačni ako se povežu sa neisparljivim atraktivnim feromonima, koji deluju kao bezuslovni stimulus u slučaju Pavlovljevog asocijativnog učenja. U vomeronazalnom, olfaktornom i emocionalnom sistemu, Fos protein pokazuje da neisparljivi feromoni stimulišu vomeronazalni sistem, dok isparljive čestice nošene vazduhom aktiviraju samo olfaktorni sistem. Stoga, stečena osobina da budu privučene isparljivim izlučevinama otkriva olfaktorno-vomeronazalno asocijativno učenje. Štaviše, sistem nagrađivanja je diferencijalno aktiviran primarnim feromonima i sekundarnim privlačnim odorantima. Istraživanjem primarno privlačnih feromona aktivira bazolateralnu amigdalu i omotač nucleus accumbensa, ali ne ni ventralnu tegmentalnu površinu ni orbitofrontalni korteks. Nasuprot tome, istraživanje sekundarno privlačnih odoranata mužjaka uključuje aktivaciju kružnog puta koji uključuje bazolateralnu amigdalu, prefrontalni korteks i ventralnu tegmentalnu površinu. Dakle, bazolateralna amigdala se ističe kao ključni centar za vomeronazalno-olfaktorno asocijativno učenje.

### Nagrada
Jezgra aktivirana glutamatom u bazolateralnoj amigdali šalju projekcije u omotač i srž nucleus accumbensa. Aktivacija ovih projekcija pokreće motivacionu istaknutost. Sposobnost ovih projekcija da podstaknu stimulativnu istaknutost zavisi od dopaminskog receptora D1.

### Modulacija memorije
Amigdala je uključena i u modulacije integracije pamćenja. Prateći bilo koji događaj učenja, formiranje dugoročnog pamćenja događaja ne dešava se trenutno. Umesto toga, informacije o događaju se polako integrišu u dugoročno (potencijalno doživotno) skladištenje tokom vremena, moguće putem dugoročnog potenciranja. Skorašnja istraživanja ukazuju da amigdala reguliše integraciju pamćenja u drugim regionima mozga. Takođe, uslovljavanje strahom, tip pamćenja na koji utiče oštećenje amigdale, delimično je posredovan dugoročnim potenciranjem.
Tokom perioda integracije, pamćenje se može modulirati. Posebno se čini da emocionalno uzbuđenje praćeno događajem učenja utiče na snagu sledećeg pamćenja za taj događaj. Veće emocionalno uzbuđenje praćeno događajem učenja osobi povećava šansu da se taj događaj zadrži. Eksperimenti su pokazali da primena hormona stresa na miševima odmah nakon što nauče nešto povećava njihovo zadržavanje kada se testiraju dva dana kasnije.
Amigdala, preciznije bazolateralna jezgra, uključena su u posredovanju efekata emocionalnog uzbuđenja na jačinu pamćenja događaja, kako je pokazano u mnogim laboratorijama, uključujući i onu Džejmsa Mekgoa. Ove laboratorije obučavale su životinje različitim zadacima učenja i nađeno je da lekovi koji su ubrizgani u amigdalu nakon obučavanja utiču na sledeće zadržavanje zadatka životinja. Ovi zadaci uključuju osnovne zadatke klasičnog uslovljavanja kao inhibitorno izbegavanje, gde pacov nauči da povezuje blagi elektrošok sa određenim delom aparature, i složene zadatke kao prostorni ili vodeni lavirint, gde pacov uči da pliva do platforme i pobegne iz vode. Ako je lek koji aktivira amigdalu ubrizgan u amigdalu, životinje su imale bolje pamćenje u obučavanju zadatka. Ako je lek koji inaktivira amigdalu ubrizgan, životinje su imale smanjeno pamćenje zadatka.
Kod pacova, utvrđeno je da se oštećenje DNK povećava u amigdali odmah nakon izlaganja stresu. Stres je izazivan tako sto su 30 minuta bili vezivani ili naterani da plivaju. Do sedam dana nakon izlaganja ovim stresovima, povećano oštećenje DNK više nije bilo detektovano u amigdali, verovatno zbog reparacije DNK.
Budistički monasi, koji praktikuju meditaciju ljubavi, pokazano je da vrše modulaciju amigdale, kao i temporoparijetalnog čvora i insule tokom svog praktikovanja. Na fMRI (Functional magnetic resonance imaging) istraživanju, intenzivnija aktivnost insule je nađena kod eksperata meditacije u odnosu na početnike. Povećana aktivnost amigdale praćena meditacijom orijentisanom saosećanjem može doprineti društvenoj povezanosti.
Aktivnost amigdale u vreme kodiranja informacija povezuje se sa zadržavanjem tih informacija. Međutim, ova povezanost zavisi od relativne "emocionalnosti" informacije. Više emocionalno uzbudljivijih informacija povećava amigdalarnu aktivnost i ta aktivnost je povezana sa zadržavanjem. Neuroni amigdale pokazuju različite tipove oscilacija tokom emocionalnog uzbuđenja, kao teta (Θ talasi) aktivnost. Ovi sinhronizovani neuronski događaji proizvode sinaptički plasticitet (koji je uključen u zadržavanje pamćenja) tako što povećavaju interakcije između neokortikalnih mesta skladištenja i struktura temporalnog režnja uključenih u deklarativno pamćenje.
Istraživanje korišćenjem Roršahove test kartice 03 nalazi da je broj jedinstvenih odgovora na ovu nasumičnu figuru povezan sa amigdalom veće veličine. Beleška istraživača, "Pošto su prethodni izveštaji pokazali da su jedinstveni odgovori uočeni u većoj frekvenci kod umetničke populacije nego kod neumetničke normalne populacije, pozitivna korelacija predlaže da amigdalarno uvećanje kod normalne populacije može biti povezano sa kreativnom mentalnom aktivnošću."

### Seksualna orijentacija
Neke studije sugerišu moguće korelacije između strukture mozga, uključujući razlike u hemisfernim odnosima i obrascima povezivanja u amigdali, i seksualne orijentacije. Homoseksualni muškarci imaju tendenciju da pokazuju više ženskih obrazaca u amigdali nego heteroseksualni muškarci, baš kao što homoseksualne žene imaju tendenciju da pokažu više muških obrazaca u amigdali nego heteroseksualne žene. Primećeno je da su veze amigdale bile rasprostranjenije iz leve amigdale kod homoseksualnih muškaraca, kao i kod heteroseksualnih žena. Veze amigdale bile su rasprostranjenije iz desne amigdale kod homoseksualnih žena, kao i kod heteroseksualnih muškaraca.

## Spoljašnje veze
- Međunarodni komitet za amigdalu i zdravstvene studije